# Seznam písní Lindsey Stirling
Toto je seznam písní, které nahrála a nazpívala Lindsey Stirling.

## A
- Activate (originální skladba)
- Afterglow (originální skladba)
- All I Want for Christmas (cover písně Mariah Carey)
- All of Me feat. John Legend (John Legend cover)
- Angels We Have Heard on High (cover na tradiční píseň)
- Anti Gravity (originální skladba)
- Arizona Rain feat. FireFly
- Ascendance (originální skladba)
- Assassin's Creed III (cover hudby z počítačové hry)
- A Thousand Years feat. Aimée Proal & Kurt Schneider (Christina Perri cover)
- A Thousand Years feat. Peter Hollens & Evynne Hollens (Christina Perri cover)

## B
- Beautiful Times feat. Owl City (originální skladba)
- Beauty and the Beast (cover, hudba Alan Menken)
- Beyond the Veil (originální skladba)
- Bright feat. Echosmith (Echosmith cover)
- By No Means feat. Eppic (originální skladba)

## C
- Carol of the Bells (cover na skladbu Mykoly Leontovyče)
- Celtic Carol (vánoční cover)
- Child of Light (orchestrální cover skladby Shatter Me)
- Christmas C'mon feat. Becky G (originální skladba)
- Come With Us feat. Can't Stop Won't Stop (originální skladba)
- Crystallize (originální skladba)
- Crystallize Mashup (originální skladba)
- Crystallize Orchestral Version (originální skladba)

## D
- Dance Of The Sugar Plum Fairy (cover na skladbu Petra Iljiče Čajkovského)
- Daylight feat. Tyler Ward & Chester See (Maroon 5 cover)
- Don't Carry it All feat. Shaun Canon (originální skladba)
- Don't Let This Feeling Fade feat. Rivers Cuomo & Lecrae (originální skladba)
- Dragon Age (cover hudby z počítačové hry)
- Dying For You feat. Otto Knows & Alex Aris (originální skladba)

## E
- Eclipse (originální skladba)
- Electric Daisy Violin (originální skladba)
- Elements (originální skladba)
- Elements (Orchestral Version) (originální skladba)

## F
- Fear feat. DrFubalous, GloZell & Flavor Flav (originální skladba)
- Fields of Gold feat. Peter Hollens & Tyler Ward (Sting cover)
- Final Fantasy (cover, autor Nobuo Uematsu)
- Firefly (originální skladba)
- Forgotten City from RiME (cover, autor David García Díaz)
- Forgotten Voyage (originální skladba)

## G
- Game of Thrones cover feat. Peter Hollens (cover hudby ze seriálu)
- Gavi's Song (originální skladba)
- Golddigger feat. The Vibrant Sound (originální skladba)
- Grenade feat. Alex Boye' & the Salt Lake Pops (Bruno Mars cover)

## H
- Hallelujah (Leonard Cohen cover)
- Hallelujah feat. Joy Enriquez) (originální skladba)
- Halo Theme feat. William Joseph (cover hudby z počítačové hry)
- Heads Up feat. Sam Tsui (originální skladba)
- Heist (originální skladba)
- Hold My Heart feat. ZZ Ward (originální skladba)

## I
- I Knew You Were Trouble feat. Tyler Ward & Chester See (Taylor Swift cover)
- Into the Woods (cover hudby z filmu)
- I Saw Three Ships (cover na tradiční píseň)
- It Ain't Me feat. Kurt Hugo Schneider (cover)

## J
- Jingle Bell Rock (cover na píseň, autoři Joseph Beal a James Boothe
- Just Dance 4 (Flo Rida cover)

## L
- Let It Snow (cover na píseň Sammyho Cahna a Juleho Stynea)
- Les Miserables (cover hudby z muzikálu)
- Live for Music feat. Shaun Canon (originální skladba)
- Lord of the Rings Medley (cover hudby z filmu)
- Lost Girls (originální skladba)
- Loud feat. Jessie J (originální skladba)
- Love's Just a Feeling feat. Rooty (originální skladba)
- Lying feat. Justin Williams (originální skladba)

## M
- Mama Economy feat. Tay Zonday (originální skladba)
- Master of Tides (originální skladba)
- Minimal Beat (originální skladba)
- Mirage feat. Raja Kumari (originální skladba)
- Mirror Haus (originální skladba)
- Mission Impossible feat. the Piano Guys (cover hudby z filmu)
- Moon Trance (originální skladba)
- My Immortal (Evanescence cover)

## N
- Night Vision (originální skladba)

## O
- Oh Come, Emmanuel (vánoční cover)
- Oh Come, Emmanuel feat. Kuha'o Case (vánoční cover)
- On the Floor (Lady Gaga, Beyoncé, Jennifer Lopez, Pitbull cover)
- Open My Eyes (feat. Dashboard Confessional) (originální skladba)

## P
- Papaoutai feat. Pentatonix (Stromae cover)
- Party Rock Anthem feat. Jake Bruene, Frank Sacramone (LMFAO cover)
- Phantom of the Opera (cover hudby z muzikálu)
- Pokémon Medley feat. Kurt Schneider (cover hudby ze seriálu)
- Powerlines (originální skladba)
- Prism (originální skladba)
- Pure Imagination feat. Josh Groban & Muppets (cover hudby z filmu)

## R
- Radioactive feat. Pentatonix (Imagine Dragons cover)
- River Flows in You feat. Debbi Johanson (Yiruma cover)
- Roundtable Rival (originální skladba)

## S
- Sail Away, Soldier feat. Shaun Canon a Maddie Wilson (originální skladba)
- Senbonzakura (Kurousa cover)
- Shadows (originální skladba)
- Shatter Me feat. Lzzy Hale (originální skladba)
- Silent Night (vánoční cover)
- Skyrim feat. Peter Hollens (cover hudby z počítačové hry)
- Some Kind of Beautiful feat. Tyler Ward (originální skladba)
- Something Wild feat. Andrew McMahon (originální skladba)
- Song of the Caged Bird (originální skladba)
- Sounds Like Heaven feat. Marina Kaye (originální skladba)
- Spider-Man theme feat. Lang Lang (cover hudby z filmu)
- Spontaneous Me (originální skladba)
- Starships feat. Megan Nicole (Nicki Minaj cover)
- Stars Align (originální skladba)
- Star Wars Medley feat. Peter Hollens (cover hudby z filmu)
- Streets of London feat. Marsha Ambrosius (Ralph McTell cover)
- Sun Skip (originální skladba)
- Swag (originální skladba)

## T
- Take Flight (originální skladba)
- Take Flight (Orchestral Version) (originální skladba)
- The Arena (originální skladba)
- The Greatest Showman Medley (cover, autoři John Debney a Joseph Trapanese)
- The Phoenix (originální skladba)
- The Scientist feat. Tyler Ward & Kina Grannis (Coldplay cover)
- The Show Must Go On feat. Celine Dion (Queen cover)
- Thrift Shop feat. Tyler Ward (Macklemore & Ryan Lewis cover)
- Those Days feat. Dan + Shay (originální skladba)
- Time to Fall in Love feat. Alex Gaskarth (originální skladba)
- Transcendence (originální skladba)
- Transcendence (Orchestral Version) (originální skladba)

## V
- V-Pop (originální skladba)
- Victory March feat. Poet (originální skladba)

## W
- Waltz (originální skladba)
- Warmer in the Winter feat. Trombone Shorty (originální skladba)
- We Are Giants feat. Dia Frampton (originální skladba)
- We found love feat. Alisha Popat, Mackenzie Madsen a Kevin_TheGeek (Rihanna & Calvin Harris cover)
- We Three Gentlemen (cover na tradiční skladbu)
- What Child is This (vánoční cover)
- Where Do We Go (originální skladba)
- Who Wants to Live Forever feat. The Tenors (Queen cover)

## Y
- * Yeah! (originální skladba)
- You don't know her like I do feat. Artie Hemphill a The Iron Horse Band (Brantley Gilbert cover)
- You're A Mean One, Mr.Grinch feat. Sabrina Carpenter (cover písně Thurla Ravenscrofta)

## Z
- Zelda Medley (cover hudby z počítačové hry)
- Zelda Violin Duet (cover hudby z počítačové hry)
- Zi-Zi's Journey (originální skladba)